# سیرمیوم

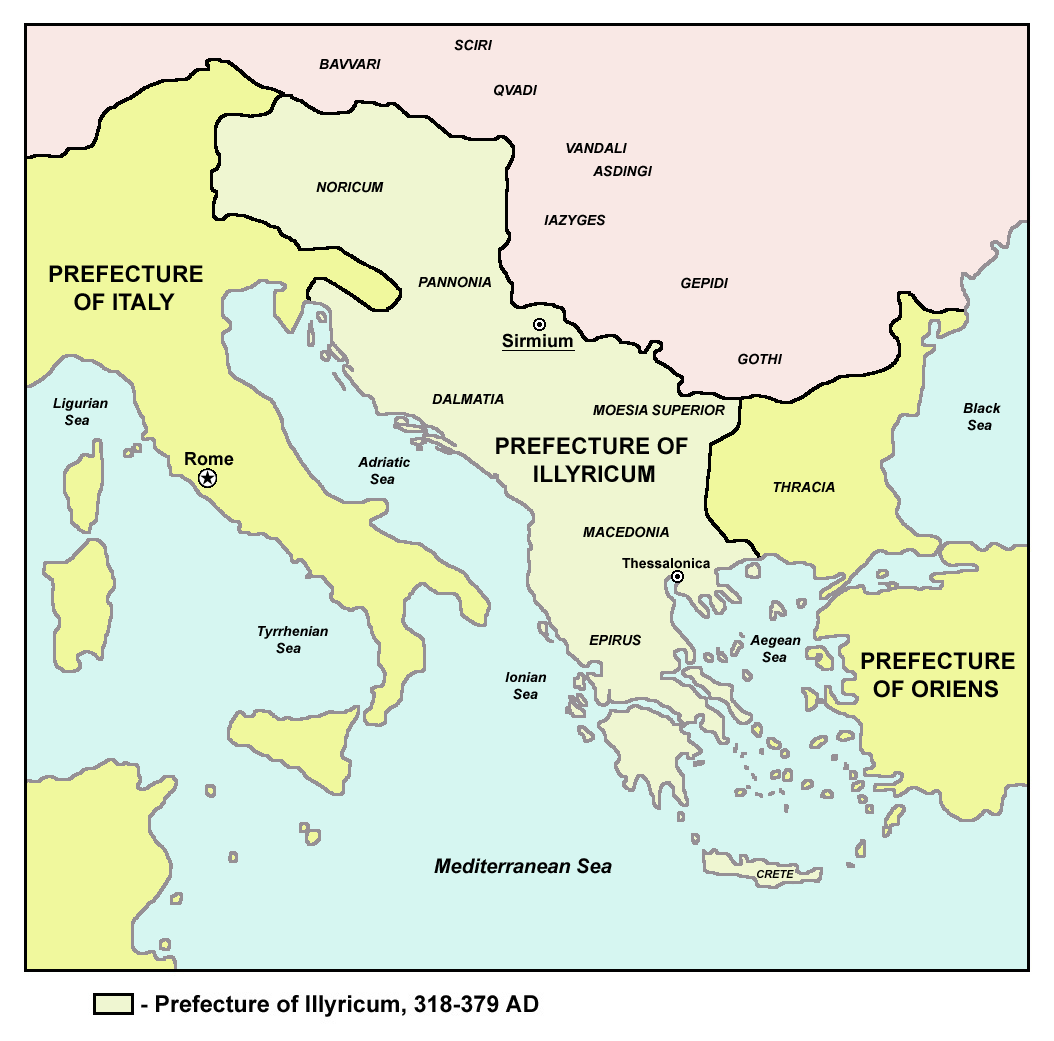
محل قرارگیری سیرمیوم در ناحیهٔ ایلیریکوم

سیرمیوم (Sirmium) شهری باستانی در پانونیا و یکی از مراکز مهم آن بود که از نظر موقعیتی، در نزدیکی سرمسکا میتروویسای امروزی در شمال‌غربی صربستان قرار داشت. این شهر تا پیش از اشغالش توسط رومیان از اهمیت چندانی برخوردار نبود اما پس از آنکه پانونیا سرانجام در سدهٔ نخست پیش از میلاد توسط آنان فتح گردید، به یکی از شهرهای مهم آن به‌ویژه در سده‌های سوم و چهارم میلادی بدل شد و پس از تقسیم پانونیا به دو بخش بالایی و پایینی، مهم‌ترین شهر پانونیای سفلی به‌شمار می‌رفت.